# Elatostema pleiophlebium
Elatostema pleiophlebium är en nässelväxtart som beskrevs av Wen Tsai Wang och Z.Y.Wu. Elatostema pleiophlebium ingår i släktet Elatostema och familjen nässelväxter. Inga underarter finns listade i Catalogue of Life.

## Bildgalleri

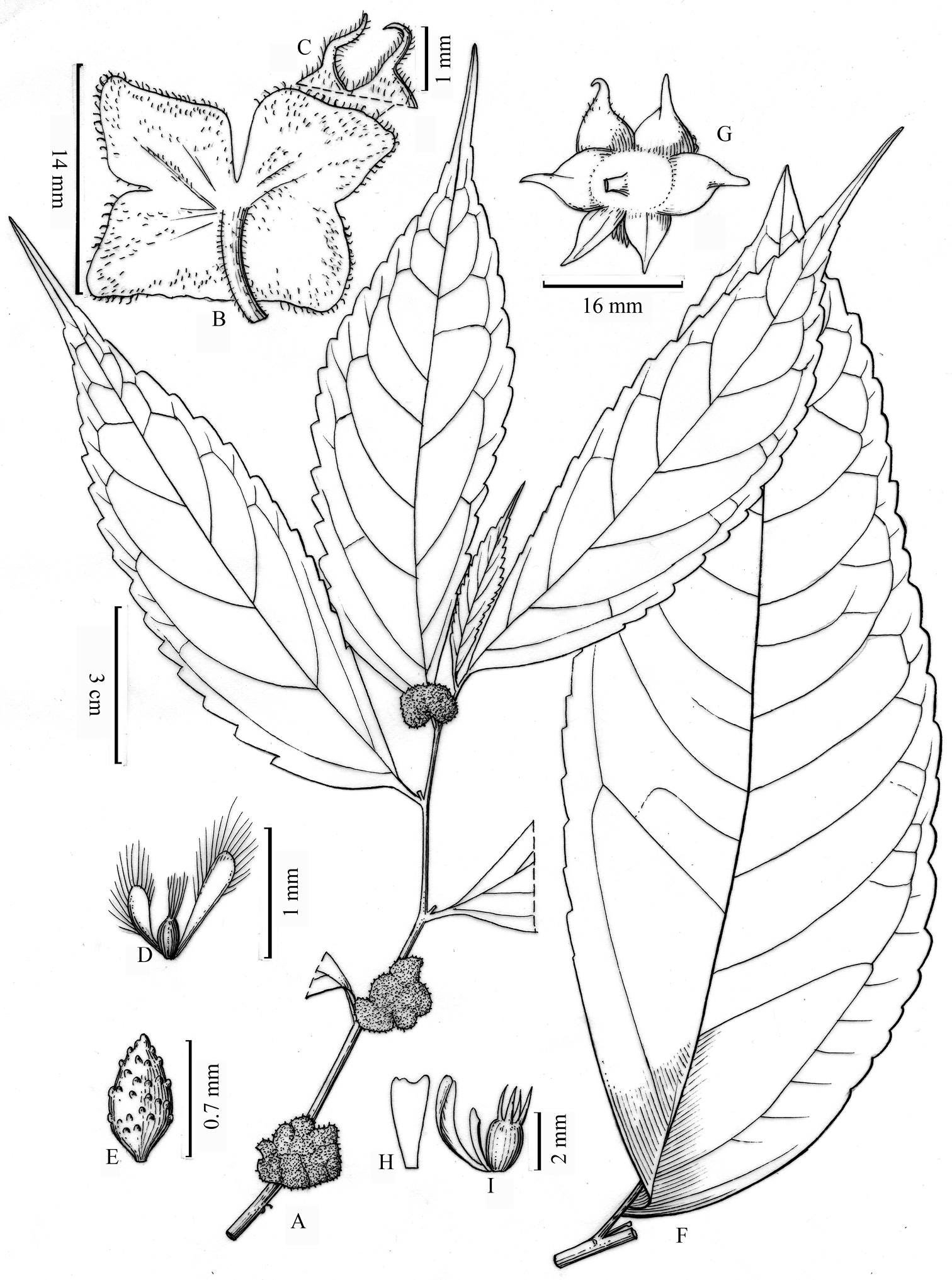